# Henrique Lopes de Mendonça
Henrique Lopes de Mendonça fue un militar, historiador, arqueólogo naval, dramaturgo y poeta portugués.
Escribió la letra del Himno Nacional de Portugal, con música de Alfredo Keil. Tuvo varios cargos públicos en Portugal entre los que se encuentran el de Bibliotecario de la Escuela Naval, el de Comisionado para el desarrollo del Himno Nacional y el de Miembro de la Comisión para perpetuar la Ruta Aérea Lisboa-Río de Janeiro.

## Vida
Nació en Lisboa el 12 de febrero de 1856, hijo de Antonio Lopes de Mendonça y de Honorata Lopes.
El 27 de octubre de 1871 ingresó en la Armada Portuguesa como Aspirante de Marina, siendo promovido a Guardia de la Marina el 1 de noviembre de 1874 y posteriormente a Capitán de Mar y de Guerra el 27 de agosto de 1909.
Durante su carrera naval se embarcó en diversos barcos de la Armada. Las largas comisiones de las que participó tuvieron efectos diversos para su vida; algunas lograron saciar en parte su sed de conocimientos y de cultura, pues viajaba a distintos puertos extranjeros donde podía deleitarse con la cultura y el arte. Sin embargo otros viajes, especialmente los que tenían como destino puertos coloniales, fueron penosos, ya fuera por motivos de salud o por el hecho de estar tan alejado de los centros culturales y artísticos.
En enero de 1887 fue nombrado para ayudar al consejero Joao de Andrade Corvo en la publicación de sus estudios sobre las Posesiones Ultramarinas. Más tarde, en agosto de 1889 para elaborar y publicar una obra en la que se nombrasen los principales hechos de la Armada Portuguesa. Como fruto de estas investigaciones y de su creciente interés por la Arqueología Naval, publicó una obra llamada Estudio sobre los navíos Portugueses en los Siglos XV y XVI.
Como escritor y dramaturgo, el Comandante Lopes de Mendonça inició su carrera en 1884 con la obra A Noiva, su siguiente obra A Morta fue galardonada con el premio D. Luis I de la Academia de las Ciencias de Lisboa.
Con ocasión del Ultimátum Inglés de 1890, escribió, con música de Alfredo Keil, la marcha A Portuguesa,, elegida en 1910 por el Gobierno de la República como Himno Nacional, cambiando la palabra bretoes (británicos), por canhones (cañones).
Entre 1897 y 1901 fue Bibliotecario de la Escuela Naval. Y más tarde Profesor de la Cátedra de historia de la Academia de Bellas Artes de Lisboa.
En 1900 fue elegido miembro efectivo de la Academia de Ciencias de Lisboa y en 1915 su presidente.
En 1925 fue cofundador de la Sociedad Portuguesa de Autores
El Comandante Lopes de Mendonça fue también miembro de la Academia Brasileña de Letras y desde 1923, socio del Instituto de Coímbra, miembro Honorario del Club de Londres y miembro de las Comisiones Oficiales de los centenarios de Colombo y de Vasco da Gama
Dejó escrita casi una centena de obras teatrales, poesías, romances y estudios históricos.